# Hugo Calderano
Hugo Calderano (Río de Janeiro, 22 de junio de 1996) es un jugador de tenis de mesa brasileño, considerado el mejor jugador de las Américas en la historia de este deporte. En enero de 2022, alcanzó el puesto número 3 en el ranking mundial, convirtiéndose en el jugador de América mejor clasificado de la historia. Al convertirse en el primer jugador de tenis de mesa de América en llegar a una semifinal olímpica, regresó a la posición número 3 del mundo en agosto de 2024.
Es el primer jugador de América Latina en alcanzar el Top 10 del Ranking Mundial de la ITTF. En 2024, completó 7 años consecutivos dentro del top 10. Calderano ya terminó al menos entre los tres primeros en casi todas las competiciones más importantes del mundo, como la Copa del Mundo de Tenis de Mesa, la Gran Final del ITTF World Tour, el WTT Champions y el Grand Smash, además de ocupar el 5to lugar en el Campeonato Mundial de Tenis de Mesa y 4to en los Juegos Olímpicos. También es conocido por vencer al chino Fan Zhendong dos veces: en los cuartos de final de la Gran Final del ITTF World Tour 2018 en Incheon, Corea del Sur, y en el WTT Champions 2024 también celebrado en Incheon. También derrotó al chino Liang Jingkun, en los cuartos de final del WTT Champions Chongqing 2024. En la Copa del Mundo de 2025, celebrado en la propia China, derrotó a 2 jugadores chinos seguidos, los dos jugadores mejor clasificados en ese momento, el número 2 del mundo Wang Chuqin en la semifinal y el número 1 del mundo Lin Shidong en la final.

## Primeros años

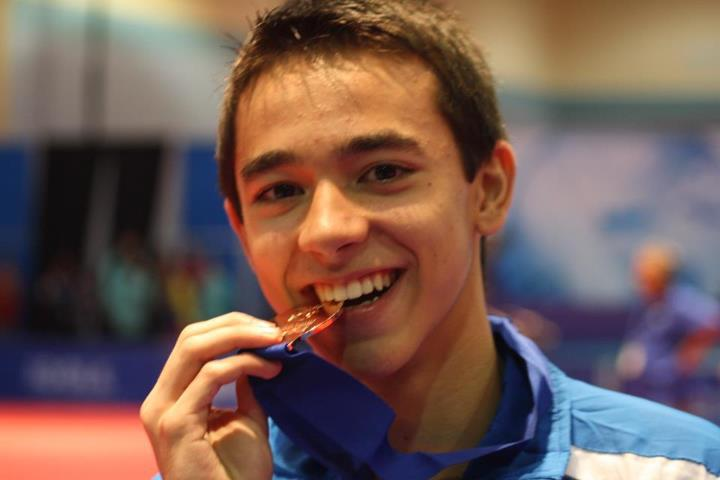
Calderano, 2012

En 2012 apareció por primera vez internacionalmente, ganó cinco medallas de oro en el Circuito Mundial Juvenil. También llegó a la ronda de 16 en el individual en el Campeonato del Mundo Juvenil y llegó con el equipo en los últimos 32 en el Campeonato Mundial de adultos. Otras actuaciones siguieron en 2013, donde alcanzó la segunda ronda en el Campeonato Mundial y venció a Jean-Michel Saive en el Abierto de Brasil. 

## Carrera Internacional

### 2014-2016
En 2014, a la edad de 18 años, tuvo su primera experiencia olímpica, obteniendo el bronce en los Juegos Olímpicos de la Juventud en Nanjing, China. También fue medallista de plata en el torneo Sub-21 de la Gran Final de la ITTF, Campeón del Abierto de Japón sub-21, Campeón Brasileño de individuales adultos y Campeón Latinoamericano de Adultos.
Del 2014 al 2021, Hugo jugó en el equipo de Ochsenhausen, en la primera división de la Bundesliga alemana.
En 2015, ganó dos medallas de oro en los Juegos Panamericanos, en las pruebas individual y por equipos. También fue campeón latinoamericano individual y por equipos (Campeonato latinoamericano de tenis de mesa) y medallista de plata en el torneo de dobles del Abierto de Qatar. Participó en el Campeonato Mundial de Tenis de Mesa de 2015, perdiendo en la 2da ronda.
En 2016, Calderano fue Campeón Latinoamericano, por tercera vez, en competencias individuales y por equipos; Campeón de la Copa Latinoamericana de Tenis de Mesa, en Guatemala; campeón del Abierto de Kuwait sub-21; Medalla de plata en el Abierto de Austria en individuales y campeón del torneo en el Abierto de Suecia en dobles. En octubre de 2016, Calderano, 31º del ranking mundial, perdió en octavos de final de la Copa del Mundo, en Saarbrücken, Alemania, 4-0 (8/11, 5/11, 6/11 y 7/11) ante el chino Xu Xin, tercero en la clasificación. Fue el segundo evento más importante de la temporada, solo detrás de los Juegos Olímpicos.

### Juegos Olímpicos de Verano 2016
Calderano participó en los Juegos Olímpicos de Río de Janeiro, donde alcanzó los octavos de final, una hazaña que solo Hugo Hoyama, leyenda brasileña del deporte, había logrado con Brasil, en Atlanta-1996. Calderano acabó así 9º en la competición.

### 2017-2020

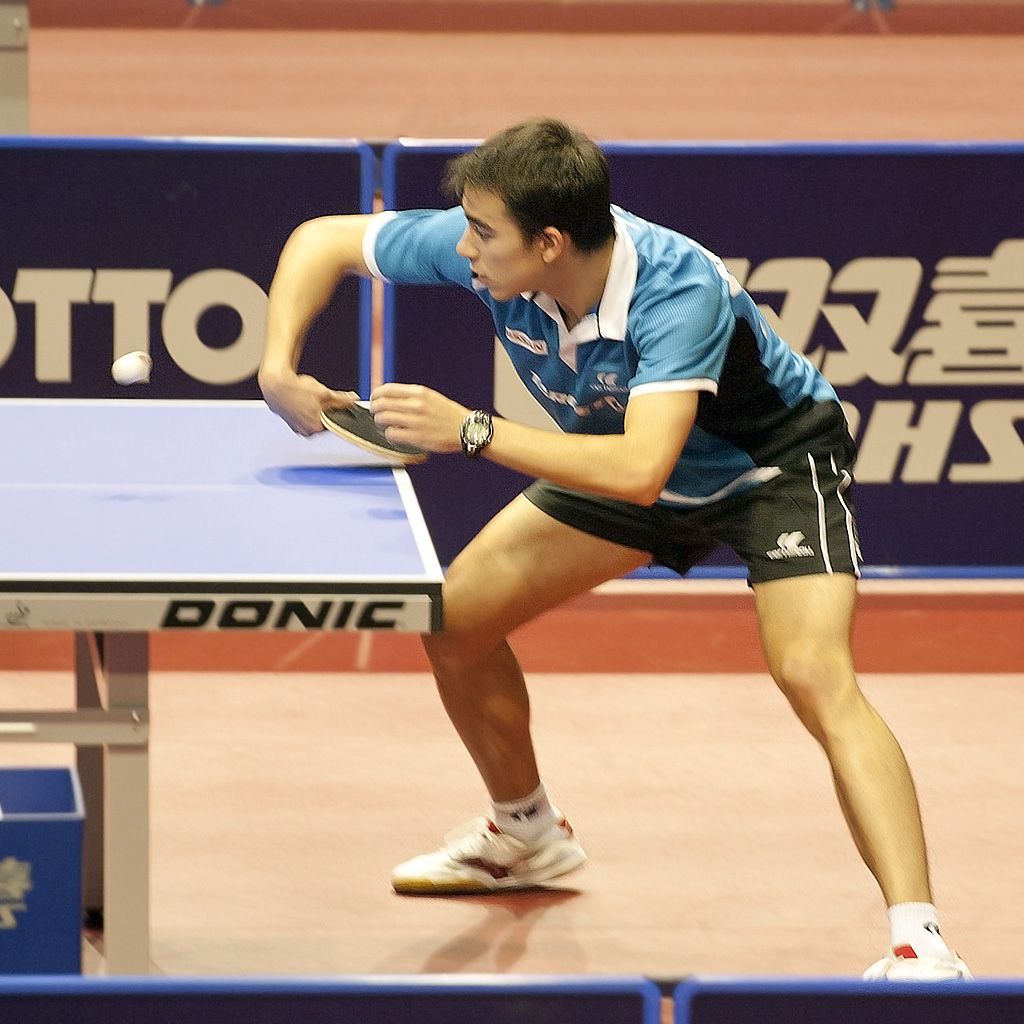
Calderano, 2017

Calderano entró en el top 20 mundial de tenis de mesa en enero de 2017. Cuando era el número 25 del ranking mundial, participó en el Campeonato Mundial de Tenis de Mesa de 2017, perdiendo en 3ª ronda ante el chino Xu Xin, 3º del mundo, por 4 a 1 (parciales del 10/12, 11/7, 6/11, 3/11 y 4/11). En el Campeonato Panamericano de Tenis de Mesa 2017 celebrado en Cartagena obtuvo dos medallas de oro en individuales y por equipos. Este año también fue medallista de bronce en individuales y dobles en el Abierto de la República Checa; Campeón de individuales y dobles del Abierto de Brasil y medallista de plata en el torneo de dobles del Abierto de Hungría.
En la Copa Panamericana ITTF 2018, Calderano ganó la medalla de oro.
Calderano entró en el top 10 mundial del tenis de mesa en julio de 2018.
En diciembre de 2018, Calderano ganó una histórica medalla de bronce en la Gran Final del ITTF World Tour de 2018. En semifinales, pocas horas después de vencer al chino Fan Zhendong, número 1 del mundo y elegido mejor jugador de la temporada, Calderano fue derrotado por el japonés Tomokazu Harimoto, quinto en el ranking mundial, por 4-0 (7 /11, 8/11, 8/11 y 5/11). El fenómeno japonés, de apenas 15 años, disputó un día antes su partido de cuartos de final. Calderano tuvo menos de cinco horas para recuperarse de un duelo sumamente agotador contra los mejores del mundo. Calderano comenzó el año en el puesto 17 del mundo y llegó a este torneo sexto en el ranking.
Otros resultados importantes de Calderano en 2018 fueron la medalla de plata individual en el Open de Qatar, la medalla de bronce individual en el Open de Hungría, el subcampeonato de la Bundesliga 2017/18 y el título de campeón brasileño adulto.
En la Copa Panamericana ITTF 2019, Calderano ganó la medalla de oro y se convirtió en dos veces campeón del torneo.

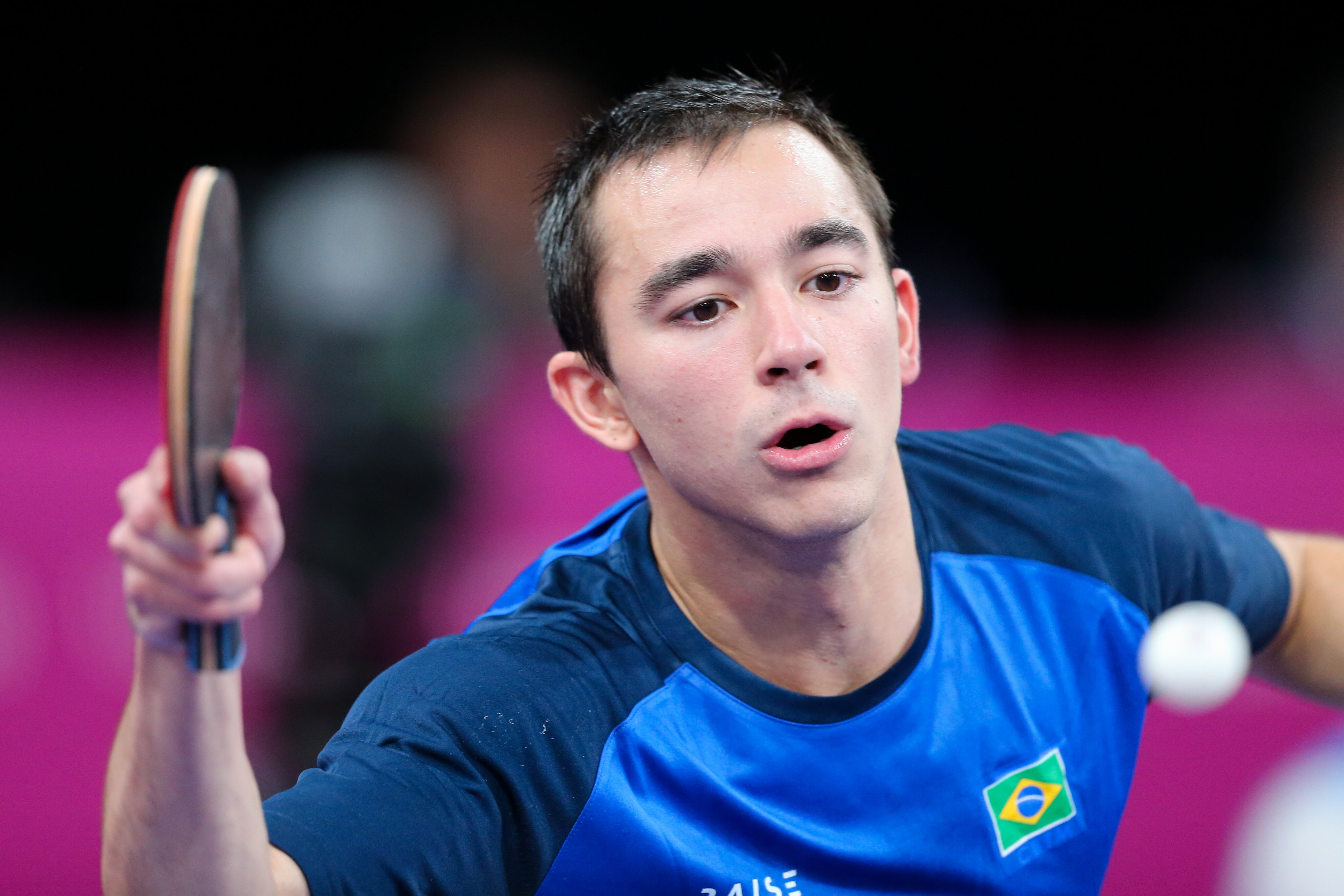
Calderano en los Juegos Panamericanos 2019

En los Juegos Panamericanos de 2019, Calderano obtuvo el oro en individuales (consiguiendo ser bicampeón de la competencia) derrotando en la final al chino naturalizado dominicano Jiaji Wu, además de obtener oro en dobles y bronce en equipos.
En el Campeonato Mundial de Tenis de Mesa de 2019, Calderano llegó a la cuarta ronda (octavos de final), donde se enfrentó al chino Ma Long, bicampeón mundial y campeón olímpico, y fue derrotado por 4 sets a 1, parcial 8/11, 11/8, 1/11, 3/11 y 8/11.
Otros resultados importantes para Calderano en 2019 fueron la medalla de bronce individual en el Open de Austria, la medalla de bronce individual en el Open de la República Checa, el título de la Bundesliga 2018/19 y el título de la Copa de Alemania 2018/19.
En la Copa Panamericana ITTF 2020, Calderano ganó la medalla de oro y se convirtió en tres veces campeón del torneo. En 2020, también fue subcampeón de la Bundesliga 2019/20 y de la Copa de Alemania 2019/20.

### Juegos Olímpicos de Verano 2020

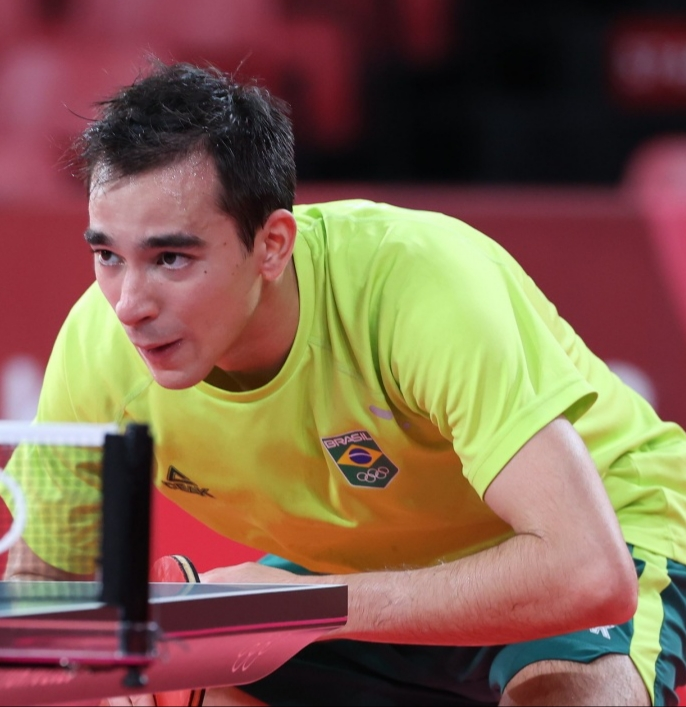
Calderano en Tokio 2020

En febrero de 2021, Calderano había estado entre los diez mejores jugadores del mundo en tenis de mesa durante tres años, y ocupaba el sexto lugar en el mundo. Calderano se clasificó para los Juegos Olímpicos de Tokio 2020 como cabeza de serie No. 4, siendo el mejor no asiático en el ranking mundial.
Al derrotar al surcoreano Jang Woojin, clasificado 12, por 4 sets a 3, se convirtió en el primer brasileño y latinoamericano en alcanzar los cuartos de final de tenis de mesa en los Juegos Olímpicos. Su desafío olímpico terminó en cuartos de final con una derrota de 4 sets a 2 ante el medallista de bronce olímpico alemán Dimitrij Ovtcharov en Londres 2012, quien terminó ganando nuevamente el bronce en Tokio 2020. Así, Calderano finalizó en el 5° lugar.

### 2021-presente
En septiembre de 2021, Calderano entró por primera vez en el top 5 mundial del tenis de mesa. Logró la hazaña después de conquistar el mayor título de la historia del tenis de mesa brasileño, al ganar el WTT Star Contender en Doha, un campeonato de nivel equivalente a un Masters 1000 de Tenis.
En el Campeonato Panamericano de Tenis de Mesa de 2021, Calderano se convirtió en bicampeón panamericano en individuales y en la categoría por equipos.
En el Campeonato Mundial de Tenis de Mesa de 2021, Calderano llegó a cuartos de final, donde se enfrentó al chino Liang Jingkun, y abrió 3 sets a 0, pero acabó eliminado por 4-3. Con ello logró el mejor resultado de la historia de Brasil en este torneo, terminando en el 5° lugar.
En diciembre de 2021, Calderano obtuvo otra medalla histórica, obteniendo el bronce en las Finales de la Copa WTT (torneo que finalizó la temporada de este año y contó con los 16 mejores jugadores de tenis de mesa de la temporada, en Singapur. El evento reemplazó a las Grandes Finales de la ITTF este año cuando el circuito internacional sufrió algunos cambios). Calderano cerró 2021 como la mejor temporada de su carrera, ocupando el puesto número cuatro del mundo.
En noviembre de 2022, en el Campeonato Panamericano de Tenis de Mesa de 2022, Calderano se consagró tricampeón panamericano en individuales y en la categoría por equipos. El tenista de mesa cumplió siete años invicto en esta competición continental.
En marzo de 2023, Calderano compitió en el Grand Smash de Singapur, torneo que cuenta con la participación de los 20 mejores del mundo. Derrotó al No. 20 del mundo Yukiya Uda en la segunda ronda; Darko Jorgic, número 10 del mundo, en octavos de final; Quadri Aruna, número 14 del mundo, en cuartos de final, y sólo perdió ante el chino Ma Long, número 2 del mundo, en semifinales, finalizando con un histórico bronce.
En mayo de 2023, Calderano fue a competir en el Campeonato Mundial de Tenis de Mesa de 2023. Sin embargo, llevaba 10 días sin entrenar, tras sentir la lesión sufrida en su anterior competición, la WTT Champions Macao. En Macao, en la derrota ante el chino Ma Long, Calderano resbaló durante un punto y sintió dolores en el tendón de la corva. Debido a esto, fue eliminado en 1ª ronda por el puertorriqueño Brian Afanador, 74º del ranking mundial, por 4 sets a 2, jugador de tenis de mesa con el que Calderano ya había jugado otras cuatro veces, siempre con victoria del brasileño. 
En julio de 2023, Hugo Calderano alcanzó la marca de 250 semanas consecutivas en el Top20 mundial de tenis de mesa.
En el WTT Star Contender de Ljubljana 2023, en Eslovenia, Calderano llegó a semifinales, donde se enfrentó al chino Fan Zhendong, número dos del mundo. Luego de empezar perdiendo 2 sets a 0, Calderano empató el juego 2 sets a 2. En el último set, el chino logró ganar 11 a 7, pasando a la final y consagrándose campeón del torneo.
En septiembre de 2023, en el Campeonato Panamericano de Tenis de Mesa de 2023, Calderano se consagró tetracampeón en individuales y en la categoría por equipos, manteniéndose invicto en este certamen continental.
En noviembre de 2023, participando en los Juegos Panamericanos de 2023 en Santiago, Chile, Calderano hizo historia al convertirse en el primer tres veces campeón consecutivo de tenis de mesa en los Juegos Panamericanos. También ganó oro en Equipos y plata en Dobles.
En 2023, Calderano también ganó 3 torneos WTT Contender (Doha, Durban y Mascate).
En enero de 2024, quedó subcampeón del WTT Star Contender Goa, en India, un torneo equiparable a un Masters 1000 de tenis. Calderano venció en semifinales al alemán Dimitrij Ovtcharov, 12º del ranking mundial, y previamente había superado al surcoreano Lim Jonghoon (18º) y al sueco Anton Källberg (17º).
En el WTT Champions (torneo que reúne a los 32 mejores del mundo en tenis de mesa) celebrado en la ciudad de Incheon, celebrado a finales de marzo de 2024, Calderano realizó una de las mayores campañas de su vida. En cuartos de final eliminó al francés Félix Lebrun, quinto mejor del mundo, que le había arrebatado el título WTT Star Contender en enero. En semifinales, venció al actual bicampeón del mundo en individuales, medallista de plata en Tokio 2020 y número dos del ranking mundial, el chino Fan Zhendong, por 4 sets a 2, llegando a la final ante otro chino, Liang Jingkun, número 3 del mundo. Calderano terminó subcampeón del torneo. Fue el único no chino en llegar a las semifinales de este torneo, incluidos los torneos masculino y femenino.
En la Copa del Mundo de Tenis de Mesa de 2024, ahora en un nuevo formato, Calderano empezó ganando sus 2 partidos de la fase de grupos por 4 sets a 0. En los octavos de final, sin embargo, tuvo que jugar con el número 1 del mundo, el chino Wang Chuqin. Calderano jugó un partido de alto nivel con el chino, donde el brasileño se adelantó ganando por 2 sets a 1. El líder del ranking ganó los siguientes 2 sets, tomando ventaja por 3 sets a 2. En el sexto set, que fue muy competitivo, Chuquín logró imponerse en un ajustado 13/11, accediendo a cuartos de final.
Jugando en el mayor torneo de tenis de mesa de Brasil, el WTT Contender de Río de Janeiro, en mayo de 2024, se proclamó campeón por primera vez, perdiendo sólo 1 set en toda la competición.
Participando en el WTT Champions en Chongqing, China, Calderano tuvo otra gran campaña al llegar a las semifinales del torneo, eliminando al medallista olímpico Dimitrij Ovtcharov en la segunda ronda y derrotando, por primera vez en su carrera, al chino Liang Jingkun, número tres del mundo, en cuartos de final. Al tener que jugar los cuartos de final y las semifinales el mismo día, acabó siendo eliminado por su compatriota chino Fan Zhendong. En este torneo, Calderano fue el único no chino o no descendiente de chinos en llegar a semifinales, tanto en el grupo masculino como en el femenino. 
En el WTT Star Contender Ljubljana 2024, en Eslovenia, Calderano llegó a semifinales tras derrotar al sueco Mattias Falck, quien fue subcampeón del Mundial 2019. Luego, derrotó a Cho Daeseong, 25° del ranking mundial, y en la final a Félix Lebrun, 5° del mundo (en ambos juegos, sin perder sets) para obtener por segunda vez un trofeo Star Contender, siendo uno de los mayores títulos de su carrera.
Tras el título en Eslovenia, Calderano se aseguró el puesto número 4 en los Juegos Olímpicos de París, y decidió no competir en las dos últimas etapas del Circuito WTT, en Lagos, Nigeria, y Túnez, Túnez, para descansar.
En julio de 2024, completó 300 semanas consecutivas entre los diez primeros del ranking mundial de tenis de mesa.

### Juegos Olímpicos de Verano 2024
En los Juegos Olímpicos de París 2024, en el torneo individual masculino, en primera ronda, venció al cubano Andy Pereira (57º en el ranking ITTF) por 4-0 (11/8, 11/7, 11/9, 11/4). En segunda ronda, eliminó al español Álvaro Robles (34º en el ranking ITTF) por 4-2 (7/11, 13/11, 11/9, 8/11, 11/3, 11/5). En octavos de final se enfrentó al francés Alexis Lebrun (16º en el ranking ITTF) al que eliminó por 4-1 (3/11, 11/5, 11/6, 11/3, 11/8). En cuartos de final eliminó al surcoreano Jang Woo-jin (13º del ranking ITTF) por 4-0 (11/4, 11/7, 11/5, 11/6), convirtiéndose en el primer tenista de mesa de América en alcanzar una semifinal olímpica, batiendo el récord anterior, conseguido por él mismo en los Juegos Olímpicos de 2020. En semifinales, Calderano jugó contra el sueco Truls Möregårdh, 26º del mundo pero subcampeón del Mundial de 2021, y que eliminó en 2ª ronda al nº 1 mundial chino Wang Chuqin. En un partido muy igualado ante la sorpresa de la competición, Calderano acabó perdiendo 4 sets a 2 (10/12, 14/16, 11/7, 7/11, 12/10, 8/11) y pasó a luchar por el bronce ante Félix Lebrun. Tras perder ante el francés por 0-4 (6/11, 10/12, 7/11, 6/11), Calderano acabó en 4ª plaza.  También participó en la competición por equipos, donde Brasil igualó su mejor clasificación histórica en unos Juegos Olímpicos, llegando a cuartos de final.
Tras su actuación en los Juegos Olímpicos de Francia, Hugo Calderano volvió al tercer puesto del ranking mundial, con 4.070 puntos, solo por detrás de los chinos Wang Chuqin, con 7.925 puntos, y Fan Zhendong, con 5.523.

### 2024-presente
En octubre de 2024, Calderano se convirtió en cinco veces campeón del Campeonato Panamericano de Tenis de Mesa.
En la Copa del Mundo de Tenis de Mesa de 2025 alcanzó los cuartos de final, donde se enfrentó al japonés Tomokazu Harimoto, tercero del mundo. Calderano derrotó a Harimoto 4 sets a 1, alcanzando por primera vez las semifinales de la Copa, donde jugó contra Wang Chuqin, segundo en el ranking mundial. Luego de comenzar con una derrota por 3-1, Calderano logró una remontada histórica, derrotando al jugador chino por 4-3, llegando a la final. Es el primer jugador de tenis de mesa de fuera de Asia y Europa en llegar a la final. En la final, Calderano se enfrentó al número 1 del mundo, el chino Lin Shidong. Calderano no le dio ninguna oportunidad al líder del ranking mundial, ganando 4 sets a 1 y obteniendo el mayor título de su carrera.
Inmediatamente después de la Copa del Mundo, Calderano alcanzó el puesto número 3 del mundo por tercera vez en su carrera.
En el Campeonato Mundial de Tenis de Mesa de 2025, ganó 4 partidos, llegando a los cuartos de final de la competencia, donde se enfrentó a An Jae-hyun, N° 17 del mundo, quien eliminó al francés Félix Lebrun, N° 6 del mundo, 4-3 en octavos de final. Calderano ganó 4 sets a 1, convirtiéndose en el primer jugador latinoamericano en llegar a semifinales del Campeonato Mundial, asegurando así una medalla. En las semifinales, venció al chino Liang Jingkun, No. 5 del mundo, 4-3, convirtiéndose en el primer jugador masculino de fuera de Asia y Europa en llegar a la final del Campeonato Mundial.
El 22 de junio de 2025, Hugo Calderano se alzó con el título del WTT Star Contender de Liubliana por segunda vez consecutiva, al derrotar a Félix Lebrun por 4-2 en la final. Ese mismo día, Calderano había quedado subcampeón en la competición de dobles mixtos, jugando junto a su compatriota brasileña Bruna Takahashi. 
En el WTT Contender de Buenos Aires, ganó dos títulos: en individuales, consiguiendo su sexto título individual en Contenders, y también su primer título en dobles mixtos junto a Bruna Takahashi. 
En el WTT Star Contender de Foz do Iguaçu 2025, el torneo de mayor nivel jamás celebrado en Brasil, se enfrentó a Benedikt Duda en la final y, en un partido muy disputado, ganó 4 sets a 3, consiguiendo su cuarto título de Star Contender.

## Mejores resultados por tipo de torneo

### Individuales
En enero de 2022, alcanzó el puesto número 3 en el ranking mundial.
- Campeonato Panamericano de Tenis de Mesa: Campeón (2017, 2021, 2022, 2023, 2024) [76]
- Juegos Panamericanos: Campeón (2015, 2019, 2023) [77]
- WTT Contender: Campeón (Túnez 2022, Durban 2023, Doha 2023, Mascate 2023, Río 2024, Buenos Aires 2025) [78][79][49]
- WTT Star Contender: Campeón (Doha 2021, Ljubljana 2024, Ljubljana 2025, Foz do Iguaçu 2025) [80][52]
- WTT Champions: Subcampeón (Incheon 2024) [81]
- Grand Smash: Medalla de bronce (Singapur 2023) [34]
- ITTF World Tour Grand Finals: Medalla de bronce (Incheon 2018) [82]
- WTT Cup Finals: Medalla de bronce (Singapur 2021)  [83]
- Copa del Mundo de Tenis de Mesa: Campeón (Macao 2025) [67]
- Campeonato Mundial de Tenis de Mesa: Subcampeón (Doha 2025) [84]
- Juegos Olímpicos: Semifinal (París 2024) [85]

### Dobles
En 2017, el dúo Calderano / Tsuboi fue el 3º mejor del ranking mundial, sólo por detrás de los japoneses Masataka Morizono y Yuya Oshima y los chinos Xu Xin y Zhang Jike.
- Juegos Panamericanos: Campeón (2019)  [87]
- Súper serie: Plata (Qatar Open 2015) [88]
- Abierto de Hungría 2016: Plata [86]
- Abierto de Suecia 2017: Oro [86]
- Abierto de Río de Janeiro 2017: Oro [89]
- Campeonato Mundial de Tenis de Mesa: Octavos de final (Suzhou 2015, Dusseldorf 2017) [88][90]

### Dobles Mixtos
En 2025, la dupla Calderano/Takahashi ocupó el puesto 10 del mundo. 
- Campeonato Panamericano de Tenis de Mesa: Subcampeón (2024) [92]
- WTT Contender: Campeón (Buenos Aires 2025) [93]
- WTT Star Contender: Subcampeón (Liubliana 2025) [94]
- Grand Smash: Cuartos de final (Malmö 2025) [95]
- Campeonato Mundial de Tenis de Mesa: 3.ª ronda (Suzhou 2015) [96]

### Equipo
De abril de 2021 a junio de 2023, la selección de Brasil fue la 6ª mejor del mundo.
- Campeonato Panamericano de Tenis de Mesa: Campeón (2017, 2021, 2022, 2023) [100]
- Juegos Panamericanos: Campeón (2015, 2023) [101]
- Copa del Mundo de Tenis de Mesa: Cuartos de final (Dubai 2015, Londres 2018, Tokio 2019) [102][103][104]
- Campeonato Mundial de Tenis de Mesa: Cuartos de final (Halmstad 2018) [105]
- Juegos Olímpicos: Cuartos de final (Tokio 2020, París 2024) [106][58]